# Andrei Tchmil
Andrei Tchmil (nascido em 22 de janeiro de 1963, em Khabarovsk) é um ex-ciclista de estrada profissional. Tornou-se profissional no ano de 1989 e aposentou-se em 2002.
Andrei nasceu a 22 de janeiro de 1963, em Khabarovsk na antiga União Soviética, e mudou-se com os pais para a Ucrânia onde viria a descobrir o ciclismo o que o levaria a mudar-se para a Moldávia. Após o colapso da União soviética viria a correr sob licença russa (1992), Moldava (1992-1994) e Ucraniana (1994-1998), mas mantendo sempre a cidadania russa. Em 1997 candidatou-se à cidadania belga, seu país de adoção de então, nacionalidade que viria a obter em 1998 e sob cuja licença viria a correr até se retirar.